# Première circonscription de la Charente-Maritime
La première circonscription de la Charente-Maritime est l'une des 5 circonscriptions législatives françaises que compte le département de la Charente-Maritime (17) situé en région Nouvelle-Aquitaine.

## Description géographique et démographique

### De 1958 à 1986
La première circonscription de la Charente-Maritime était composée de :
- Canton d'Ars-en-Ré
- Canton de La Jarrie
- Canton de Marans
- Canton de La Rochelle-Est
- Canton de La Rochelle-Ouest
- Canton de Saint-Martin-de-Ré.

Source : Journal Officiel du 14-15 Octobre 1958.

### Depuis 1988
La première circonscription de la Charente-Maritime est délimitée par le découpage électoral de la loi no 86-1197 du 24 novembre 1986
, elle regroupe les divisions administratives suivantes :
- Canton d'Ars-en-Ré
- Canton de La Rochelle-1
- Canton de La Rochelle-2
- Canton de La Rochelle-3
- Canton de La Rochelle-4
- Canton de La Rochelle-5
- Canton de La Rochelle-6
- Canton de La Rochelle-7
- Canton de La Rochelle-8
- Canton de La Rochelle-9
- Canton de Saint-Martin-de-Ré.

D'après le recensement général de la population en 1999, réalisé par l'Institut national de la statistique et des études économiques (INSEE), la population totale de cette circonscription est estimée à 130 679 habitants,.

## Historique des députations
| Législature | Début de mandat | Fin de mandat  | Député                       | Parti politique | Observations |
| ----------- | --------------- | -------------- | ---------------------------- | --------------- | --- |
| Ire         | 9 décembre 1958 | 9 octobre 1962 | Alain de Lacoste-Lareymondie | CNIP            | Réélu le 1er mars 1959 lors d'une élection partielle après l'annulation de son élection par décision du Conseil constitutionnel le 6 janvier 1959. Mandat écourté à la suite d'une dissolution parlementaire décidée par Charles de Gaulle. |
| IIe         | 6 décembre 1962 | 2 avril 1967   | André Salardaine             | UNR             | |
| IIIe        | 3 avril 1967    | 30 mai 1968    | André Salardaine             | UD-VeR          | Mandat écourté à la suite d'une dissolution parlementaire décidée par Charles de Gaulle. |
| IVe         | 11 juillet 1968 | 1er avril 1973 | Philippe Dechartre           | UDR             | Remplacé à partir du 13 août 1968 par Albert Dehen à la suite de sa nomination au gouvernement. |
| Ve          | 2 avril 1973    | 2 avril 1978   | Michel Crépeau               | MRG             | |
| VIe         | 3 avril 1978    | 22 mai 1981    | Michel Crépeau               | MRG             | Mandat écourté à la suite d'une dissolution parlementaire décidée par François Mitterrand. |
| VIIe        | 2 juillet 1981  | 1er avril 1986 | Michel Crépeau               | MRG             | Remplacé à partir du 24 juillet 1981 par Colette Chaigneau (app. PS) à la suite de sa nomination au gouvernement. |
| VIIIe       | 2 avril 1986    | 14 mai 1988    | Aucun                        | Aucun           | Proportionnelle par département, pas de député par circonscription. Mandat écourté à la suite d'une dissolution parlementaire décidée par François Mitterrand.                                                                              |
| IXe         | 23 juin 1988    | 1er avril 1993 | Michel Crépeau               | MRG             | |
| Xe          | 2 avril 1993    | 21 avril 1997  | Jean-Louis Léonard           | RPR             | Mandat écourté à la suite d'une dissolution parlementaire décidée par Jacques Chirac. |
| XIe         | 12 juin 1997    | 18 juin 2002   | Michel Crépeau               | PRS             | En raison de son décès le 30 mars 1999, remplacé par Maxime Bono (PS). |
| XIIe        | 19 juin 2002    | 19 juin 2007   | Maxime Bono                  | PS              | |
| XIIIe       | 20 juin 2007    | 19 juin 2012   | Maxime Bono                  | PS              | |
| XIVe        | 20 juin 2012    | 20 juin 2017   | Olivier Falorni              | PRG             | |
| XVe         | 21 juin 2017    | 21 juin 2022   | Olivier Falorni              | PRG             | |
| XVIe        | 22 juin 2022    | 9 juin 2024    | Olivier Falorni              | PRG             | Mandat écourté à la suite d'une dissolution parlementaire décidée par Emmanuel Macron. |
| XVIIe       | 8 juillet 2024  | En cours       | Olivier Falorni              | SE              | |

## Historique des élections

### Élections de 1958
| Candidat                    | Candidat                         | Parti          | Premier tour | Premier tour | Second tour | Second tour |  |
| Candidat                    | Candidat                         | Parti          | Voix         | %            | Voix        | %           |  |
| --------------------------- | -------------------------------- | -------------- | ------------ | ------------ | ----------- | ----------- |  |
|                             | Alain de Lacoste-Lareymondie élu | CNIP           | 13 144       | 29,28        | 16 942      | 37,93       |  |
|                             | Michel Noël                      | UNR            | 10 442       | 23,26        | 15 384      | 34,45       |  |
|                             | Georges Gosnat                   | PCF            | 8 585        | 19,13        | 8 470       | 18,97       |  |
|                             | René Baraton                     | SFIO           | 5 296        | 11,8         | 3 865       | 8,65        |  |
|                             | Franc Lapeyre                    | Radsoc         | 2 880        | 6,42         | Retrait     | Retrait     |  |
|                             | Rolland Vidamant                 | MRP            | 2 623        | 5,84         | Retrait     | Retrait     |  |
|                             | Jacques Nail                     | CR             | 1 918        | 4,27         |             |             |  |
|                             |                                  |                |              |              |             |             |  |
| Inscrits                    | Inscrits                         | Inscrits       | 60 199       | 100,00       | 60 196      | 100,00      |  |
| Abstentions                 | Abstentions                      | Abstentions    | 14 386       | 23,9         | 15 025      | 24,96       |  |
| Votants                     | Votants                          | Votants        | 45 813       | 76,1         | 45 171      | 75,04       |  |
| Blancs et nuls              | Blancs et nuls                   | Blancs et nuls | 925          | 2,02         | 510         | 1,13        |  |
| Exprimés                    | Exprimés                         | Exprimés       | 44 888       | 97,98        | 44 661      | 98,87       |  |
| Source : Gallica et CEVIPOF |                                  |                |              |              |             |             |  |

L'élection est annulée par la Commission constitutionnelle provisoire le 6 janvier 1959. Il est constaté une propagande électorale illicite et mensongère de la part de Noël et de Lacoste-Lareymondie. De plus, les affiches du candidat MRP s'étant retiré pour soutenir Noël ont vu le nom de ce dernier lacéré et illisible. Ces manquements ont pu altérer le scrutin au second tour.
Le suppléant d'Alain de Lacoste-Lareymondie était Paul Braud, agriculteur, conseiller municipal de Vérines.

### Élection partielle de 1959
Une élection partielle doit être organisée.
| Candidat | Candidat                                   | Parti          | Premier tour | Premier tour | Second tour | Second tour |  |
| Candidat | Candidat                                   | Parti          | Voix         | %            | Voix        | %           |  |
| --- | ------------------------------------------ | -------------- | ------------ | ------------ | ----------- | ----------- |  |
| | Alain de Lacoste-Lareymondie sortant réélu | CNIP           | 14 256       | 38,53        | 21 977      | 60,39       |  |
| | Georges Gosnat                             | PCF            | 10 617       | 28,70        | 14 413      | 39,61       |  |
| | Michel Noel                                | Divers droite  | 5 496        | 15,87        |             |             |  |
| | Franc Lapeyre                              | Divers gauche  | 5 225        | 14,86        |             |             |  |
| | Rolland Vidamant                           | MRP            | 1 403        | 3,79         |             |             |  |
| |                                            |                |              |              |             |             |  |
| Inscrits | Inscrits                                   | Inscrits       | 60 074       | 100,00       | 60 074      | 100,00      |  |
| Abstentions | Abstentions                                | Abstentions    | 22 445       | 37,36        | 21 863      | 36,39       |  |
| Votants | Votants                                    | Votants        | 37 629       | 62,64        | 38 211      | 63,61       |  |
| Blancs et nuls | Blancs et nuls                             | Blancs et nuls | 632          | 1,68         | 1 821       | 4,77        |  |
| Exprimés | Exprimés                                   | Exprimés       | 36 997       | 98,32        | 36 390      | 95,23       |  |
| Source : France, Ministère de l'intérieur. Les Elections législatives . Métropole., la Documentation française, 1963 (lire en ligne) |                                            |                |              |              |             |             |  |

### Élections de 1962
| Candidat                    | Candidat                             | Parti          | Premier tour | Premier tour | Second tour | Second tour |  |
| Candidat                    | Candidat                             | Parti          | Voix         | %            | Voix        | %           |  |
| --------------------------- | ------------------------------------ | -------------- | ------------ | ------------ | ----------- | ----------- |  |
|                             | André Salardaine élu                 | UNR-UDT        | 18 895       | 47,68        | 24 916      | 65,54       |  |
|                             | Léon Belly                           | PCF            | 8 384        | 21,15        | 13 101      | 34,46       |  |
|                             | Alain de Lacoste-Lareymondie sortant | CNIP           | 6 922        | 17,47        | Retrait     | Retrait     |  |
|                             | Roger Faraud                         | SFIO           | 5 431        | 13,7         | Retrait     | Retrait     |  |
|                             |                                      |                |              |              |             |             |  |
| Inscrits                    | Inscrits                             | Inscrits       | 61 521       | 100,00       | 61 527      | 100,00      |  |
| Abstentions                 | Abstentions                          | Abstentions    | 20 984       | 34,11        | 20 347      | 33,07       |  |
| Votants                     | Votants                              | Votants        | 40 537       | 65,89        | 41 180      | 66,93       |  |
| Blancs et nuls              | Blancs et nuls                       | Blancs et nuls | 905          | 2,23         | 3 163       | 7,68        |  |
| Exprimés                    | Exprimés                             | Exprimés       | 39 632       | 97,77        | 38 017      | 92,32       |  |
| Source : Gallica et CEVIPOF |                                      |                |              |              |             |             |  |

Michel Noël, propriétaire exploitant à Lagord, conseiller général du canton de La Rochelle-Est, était le suppléant d'André Salardaine.

### Élections de 1967
| Candidat                    | Candidat                       | Parti          | Premier tour | Premier tour | Second tour | Second tour |  |
| Candidat                    | Candidat                       | Parti          | Voix         | %            | Voix        | %           |  |
| --------------------------- | ------------------------------ | -------------- | ------------ | ------------ | ----------- | ----------- |  |
|                             | André Salardaine sortant réélu | UD-Ve          | 24 184       | 46,97        | 26 400      | 50,53       |  |
|                             | Michel Crépeau                 | Radical (FGDS) | 11 305       | 21,95        | 25 845      | 49,47       |  |
|                             | Léon Belly                     | PCF            | 10 496       | 20,38        | Retrait     | Retrait     |  |
|                             | André Toumit                   | CD (PDM)       | 4 086        | 7,94         |             |             |  |
|                             | Marc Bouscasse                 | PSU            | 1 422        | 2,76         |             |             |  |
|                             |                                |                |              |              |             |             |  |
| Inscrits                    | Inscrits                       | Inscrits       | 67 210       | 100,00       | 67 205      | 100,00      |  |
| Abstentions                 | Abstentions                    | Abstentions    | 14 895       | 22,16        | 14 104      | 20,99       |  |
| Votants                     | Votants                        | Votants        | 52 315       | 77,84        | 53 101      | 79,01       |  |
| Blancs et nuls              | Blancs et nuls                 | Blancs et nuls | 822          | 1,57         | 856         | 1,61        |  |
| Exprimés                    | Exprimés                       | Exprimés       | 51 493       | 98,43        | 52 245      | 98,39       |  |
| Source : Gallica et CEVIPOF |                                |                |              |              |             |             |  |

Michel Noël était le suppléant d'André Salardaine.

### Élections de 1968
| Candidat       | Candidat               | Parti          | Premier tour | Premier tour | Second tour | Second tour |  |
| Candidat       | Candidat               | Parti          | Voix         | %            | Voix        | %           |  |
| -------------- | ---------------------- | -------------- | ------------ | ------------ | ----------- | ----------- |  |
|                | Philippe Dechartre élu | UDR (URP)      | 25 526       | 49,15        | 27 608      | 51,82       |  |
|                | Michel Crépeau         | Radical (FGDS) | 17 564       | 33,82        | 25 666      | 48,18       |  |
|                | Léon Belly             | PCF            | 8 841        | 17,02        | Retrait     | Retrait     |  |
|                |                        |                |              |              |             |             |  |
| Inscrits       | Inscrits               | Inscrits       | 67 632       | 100,00       | 67 623      | 100,00      |  |
| Abstentions    | Abstentions            | Abstentions    | 14 688       | 21,72        | 13 767      | 20,36       |  |
| Votants        | Votants                | Votants        | 52 944       | 78,28        | 53 856      | 79,64       |  |
| Blancs et nuls | Blancs et nuls         | Blancs et nuls | 1 013        | 1,91         | 582         | 1,08        |  |
| Exprimés       | Exprimés               | Exprimés       | 51 931       | 98,09        | 53 274      | 98,92       |  |

Albert Dehen, ingénieur, Premier Vice-Président de la Chambre de commerce de La Rochelle était le suppléant de Philippe Dechartre. Albert Dehen remplaça Philippe Dechartre, nommé membre du gouvernement, du 13 août 1968 au 1er avril 1973.

### Élections de 1973
| Candidat       | Candidat           | Parti          | Premier tour | Premier tour | Second tour | Second tour |  |
| Candidat       | Candidat           | Parti          | Voix         | %            | Voix        | %           |  |
| -------------- | ------------------ | -------------- | ------------ | ------------ | ----------- | ----------- |  |
|                | Michel Crépeau élu | MRG (UGSD)     | 21 008       | 36,93        | 34 660      | 59,32       |  |
|                | François Blaizot   | CDP (URP)      | 12 451       | 21,89        | 23 773      | 40,68       |  |
|                | Léon Belly         | PCF            | 11 853       | 20,84        | Retrait     | Retrait     |  |
|                | André Salardaine   | Divers droite  | 10 793       | 18,98        | Retrait     | Retrait     |  |
|                | Marcelle Berthaud  | LCR            | 775          | 1,36         |             |             |  |
|                |                    |                |              |              |             |             |  |
| Inscrits       | Inscrits           | Inscrits       | 76 161       | 100,00       | 76 160      | 100,00      |  |
| Abstentions    | Abstentions        | Abstentions    | 18 123       | 23,8         | 16 632      | 21,84       |  |
| Votants        | Votants            | Votants        | 58 038       | 76,2         | 59 528      | 78,16       |  |
| Blancs et nuls | Blancs et nuls     | Blancs et nuls | 1 158        | 2            | 1 095       | 1,84        |  |
| Exprimés       | Exprimés           | Exprimés       | 56 880       | 98           | 58 433      | 98,16       |  |

Roland Le Bigot, vétérinaire, conseiller général du canton de Marans, était le suppléant de Michel Crépeau.

### Élections de 1978
| Candidat                    | Candidat               | Parti          | Premier tour | Premier tour | Second tour | Second tour |  |
| Candidat                    | Candidat               | Parti          | Voix         | %            | Voix        | %           |  |
| --------------------------- | ---------------------- | -------------- | ------------ | ------------ | ----------- | ----------- |  |
|                             | Michel Crépeau élu     | MRG (PS)       | 26 575       | 36,54        | 43 025      | 57,78       |  |
|                             | Jean Harel             | RPR            | 15 086       | 20,74        | 31 434      | 42,22       |  |
|                             | Léon Belly             | PCF            | 14 221       | 19,55        | Retrait     | Retrait     |  |
|                             | Lucette Lacouture      | UDF (PR)       | 12 756       | 17,54        | Retrait     | Retrait     |  |
|                             | Dominique Mouhé        | PSD            | 1 128        | 1,55         |             |             |  |
|                             | Jacqueline Coq         | PSU (FA)       | 961          | 1,32         |             |             |  |
|                             | Patrick Ribot          | LO             | 797          | 1,10         |             |             |  |
|                             | A. Dugé de Bernonville | Divers gauche  | 558          | 0,77         |             |             |  |
|                             | Michel Bey             | UOPDP          | 326          | 0,44         |             |             |  |
|                             | J.P.Gardre             | LCR            | 323          | 0,44         |             |             |  |
|                             |                        |                |              |              |             |             |  |
| Inscrits                    | Inscrits               | Inscrits       | 92 143       | 100,00       | 92 116      | 100,00      |  |
| Abstentions                 | Abstentions            | Abstentions    | 18 030       | 19,57        | 15 565      | 16,9        |  |
| Votants                     | Votants                | Votants        | 74 113       | 80,43        | 76 551      | 83,1        |  |
| Blancs et nuls              | Blancs et nuls         | Blancs et nuls | 1 382        | 1,86         | 2 092       | 2,73        |  |
| Exprimés                    | Exprimés               | Exprimés       | 72 731       | 98,14        | 74 459      | 97,27       |  |
| Source : CEVIPOF et Gallica |                        |                |              |              |             |             |  |

Roland Le Bigot était suppléant de Michel Crépeau.

### Élections de 1981
| Candidat       | Candidat                     | Parti          | Premier tour | Premier tour | Second tour | Second tour |  |
| Candidat       | Candidat                     | Parti          | Voix         | %            | Voix        | %           |  |
| -------------- | ---------------------------- | -------------- | ------------ | ------------ | ----------- | ----------- |  |
|                | Michel Crépeau sortant réélu | MRG            | 30 260       | 48,23        | 43 684      | 65,41       |  |
|                | François Blaizot             | UDF (CDS)      | 20 191       | 32,18        | 23 106      | 34,59       |  |
|                | Léon Belly                   | PCF            | 9 513        | 15,16        |             |             |  |
|                | Claude Latrille              | PSU            | 1 825        | 2,91         |             |             |  |
|                | Georges Allain               | Divers droite  | 950          | 1,51         |             |             |  |
|                |                              |                |              |              |             |             |  |
| Inscrits       | Inscrits                     | Inscrits       | 98 209       | 100,00       | 98 203      | 100,00      |  |
| Abstentions    | Abstentions                  | Abstentions    | 34 635       | 35,27        | 30 352      | 30,91       |  |
| Votants        | Votants                      | Votants        | 63 574       | 64,73        | 67 851      | 69,09       |  |
| Blancs et nuls | Blancs et nuls               | Blancs et nuls | 835          | 1,31         | 1 061       | 1,56        |  |
| Exprimés       | Exprimés                     | Exprimés       | 62 739       | 98,69        | 66 790      | 98,44       |  |

Colette Chaigneau, directrice de collège à Villeneuve-des-Salines, La Rochelle, était la suppléante de Michel Crépeau. Colette Chaigneau remplaça Michel Crépeau, nommé membre du gouvernement, du 25 juillet 1981 au 1er avril 1986.

### Élections de 1988
| Candidat           | Candidat           | Parti          | Premier tour | Premier tour | Second tour | Second tour |  |
| Candidat           | Candidat           | Parti          | Voix         | %            | Voix        | %           |  |
| ------------------ | ------------------ | -------------- | ------------ | ------------ | ----------- | ----------- |  |
|                    | Michel Crépeau élu | MRG            | 20 567       | 45,51        | 27 481      | 56,01       |  |
|                    | Jean Harel         | RPR (URC)      | 15 733       | 34,81        | 21 582      | 43,99       |  |
|                    | Jacques Bessière   | PCF            | 5 002        | 11,07        |             |             |  |
|                    | Érick Hornig       | FN             | 3 891        | 8,61         |             |             |  |
|                    |                    |                |              |              |             |             |  |
| Inscrits           | Inscrits           | Inscrits       | 74 699       | 100,00       | 74 694      | 100,00      |  |
| Abstentions        | Abstentions        | Abstentions    | 28 608       | 38,3         | 24 341      | 32,59       |  |
| Votants            | Votants            | Votants        | 46 091       | 61,7         | 50 353      | 67,41       |  |
| Blancs et nuls     | Blancs et nuls     | Blancs et nuls | 898          | 1,95         | 1 290       | 2,56        |  |
| Exprimés           | Exprimés           | Exprimés       | 45 193       | 98,05        | 49 063      | 97,44       |  |
| Source : data.gouv |                    |                |              |              |             |             |  |

Colette Chaigneau était la suppléante de Michel Crépeau.

### Élections de 1993
| Candidat       | Candidat                | Parti          | Premier tour | Premier tour | Second tour | Second tour |  |
| Candidat       | Candidat                | Parti          | Voix         | %            | Voix        | %           |  |
| -------------- | ----------------------- | -------------- | ------------ | ------------ | ----------- | ----------- |  |
|                | Jean-Louis Léonard élu  | RPR (UPF)      | 17 502       | 35,05        | 28 118      | 52,69       |  |
|                | Michel Crépeau sortant  | MRG (ADFP)     | 14 449       | 28,94        | 25 252      | 47,31       |  |
|                | Maurice Catalan         | FN             | 4 491        | 8,99         |             |             |  |
|                | Jacques Bessiere        | PCF            | 3 626        | 7,26         |             |             |  |
|                | Jean-François Douard    | Divers droite  | 3 307        | 6,62         |             |             |  |
|                | André Dubosc            | GÉ (EÉ)        | 2 744        | 5,50         |             |             |  |
|                | Guy Huljack             | Les Verts      | 1 513        | 3,03         |             |             |  |
|                | Marie-Thérèse Piedfroid | LT-LNÉ         | 988          | 1,98         |             |             |  |
|                | Marie-Thérèse Gérault   | LO             | 617          | 1,24         |             |             |  |
|                | Michel Baudet           | PT             | 537          | 1,08         |             |             |  |
|                | Marie-Thérèse Piquereau | PLN            | 159          | 0,32         |             |             |  |
|                |                         |                |              |              |             |             |  |
| Inscrits       | Inscrits                | Inscrits       | 78 301       | 100,00       | 78 295      | 100,00      |  |
| Abstentions    | Abstentions             | Abstentions    | 26 181       | 33,44        | 22 367      | 28,57       |  |
| Votants        | Votants                 | Votants        | 52 120       | 66,56        | 55 928      | 71,43       |  |
| Blancs et nuls | Blancs et nuls          | Blancs et nuls | 2 187        | 4,2          | 2 558       | 4,57        |  |
| Exprimés       | Exprimés                | Exprimés       | 49 933       | 95,8         | 53 370      | 95,43       |  |

Françoise Clerc, directrice d'entreprise, Vice-Présidente du Conseil régional, conseillère municipale de La Rochelle, était la suppléante de Jean-Louis Léonard.

### Élections de 1997
| Candidat       | Candidat                | Parti          | Premier tour | Premier tour | Second tour | Second tour |  |
| Candidat       | Candidat                | Parti          | Voix         | %            | Voix        | %           |  |
| -------------- | ----------------------- | -------------- | ------------ | ------------ | ----------- | ----------- |  |
|                | Michel Crépeau élu      | PRS            | 21 870       | 42,81        | 31 495      | 59,57       |  |
|                | Françoise Clerc         | UDF (Rad)      | 13 602       | 26,62        | 21 377      | 40,43       |  |
|                | Jean-François Galvaire  | FN             | 5 225        | 10,23        |             |             |  |
|                | Esther Queneudec-Mémain | PCF            | 4 233        | 8,29         |             |             |  |
|                | Alain Moizeau           | Les Verts      | 2 155        | 4,22         |             |             |  |
|                | Éric Revel              | MPF (LDI)      | 1 898        | 3,72         |             |             |  |
|                | Jean-Louis Lorthios     | GÉ             | 715          | 1,40         |             |             |  |
|                | Jacques Dumerc          | PT             | 698          | 1,37         |             |             |  |
|                | Guy Huljack             | MÉI            | 576          | 1,13         |             |             |  |
|                | Eric Charieras          | PLN            | 113          | 0,22         |             |             |  |
|                | Georges Allain          | Divers         | 3            | 0,01         |             |             |  |
|                |                         |                |              |              |             |             |  |
| Inscrits       | Inscrits                | Inscrits       | 79 947       | 100,00       | 79 947      | 100,00      |  |
| Abstentions    | Abstentions             | Abstentions    | 26 942       | 33,7         | 24 820      | 31,05       |  |
| Votants        | Votants                 | Votants        | 53 005       | 66,3         | 55 127      | 68,95       |  |
| Blancs et nuls | Blancs et nuls          | Blancs et nuls | 1 917        | 3,62         | 2 255       | 4,09        |  |
| Exprimés       | Exprimés                | Exprimés       | 51 088       | 96,38        | 52 872      | 95,91       |  |

Michel Crépeau décède le 30 mars 1999. Il est remplacé par son suppléant, Maxime Bono (PS), conseiller général du canton de La Rochelle-6, adjoint au maire de La Rochelle. Maxime Bono devient maire de La Rochelle en 1999, succédant à Michel Crépeau.

### Élections de 2002
| Candidat                          | Candidat                    | Parti                     | Premier tour | Premier tour | Second tour | Second tour |  |
| Candidat                          | Candidat                    | Parti                     | Voix         | %            | Voix        | %           |  |
| --------------------------------- | --------------------------- | ------------------------- | ------------ | ------------ | ----------- | ----------- |  |
|                                   | Maxime Bono sortant réélu   | PS                        | 21 138       | 37,12        | 28 725      | 53,02       |  |
|                                   | Catherine Normandin         | UMP                       | 15 731       | 27,63        | 25 457      | 46,98       |  |
|                                   | Philippe Chastenet          | UDF                       | 5 131        | 9,01         |             |             |  |
|                                   | Yolande Bak                 | FN                        | 3 612        | 6,34         |             |             |  |
|                                   | Gilles Gautronneau          | PRG                       | 3 070        | 5,39         |             |             |  |
|                                   | Esther Queuneudec-Mémain    | PCF                       | 1 482        | 2,60         |             |             |  |
|                                   | Alain Bucherie              | Les Verts                 | 1 403        | 2,46         |             |             |  |
|                                   | Christian Dessens           | DL                        | 1 289        | 2,26         |             |             |  |
|                                   | Marie-Bernadette Puglierini | CPNT                      | 1 059        | 1,86         |             |             |  |
|                                   | François Dupouy             | LCR                       | 784          | 1,38         |             |             |  |
|                                   | Marie-Françoise Deschamps   | Pôle républicain          | 384          | 0,67         |             |             |  |
|                                   | Antoine Colin               | LO                        | 376          | 0,66         |             |             |  |
|                                   | Jean-Michel Soulaire        | MNR                       | 369          | 0,65         |             |             |  |
|                                   | Cyrille Weber               | Divers (PDA)              | 359          | 0,63         |             |             |  |
|                                   | Maurice Izambard            | Divers écologiste (Cap21) | 323          | 0,57         |             |             |  |
|                                   | Guy Huljack                 | Divers écologiste (MÉI)   | 209          | 0,37         |             |             |  |
|                                   | Jacques Dumerc              | Extrême gauche (PT)       | 190          | 0,33         |             |             |  |
|                                   | Fabrice Restier             | Divers (PSF)              | 30           | 0,05         |             |             |  |
|                                   |                             |                           |              |              |             |             |  |
| Inscrits                          | Inscrits                    | Inscrits                  | 87 546       | 100,00       | 87 545      | 100,00      |  |
| Abstentions                       | Abstentions                 | Abstentions               | 29 871       | 34,12        | 32 031      | 36,59       |  |
| Votants                           | Votants                     | Votants                   | 57 675       | 65,88        | 55 514      | 63,41       |  |
| Blancs et nuls                    | Blancs et nuls              | Blancs et nuls            | 736          | 1,28         | 1 332       | 2,4         |  |
| Exprimés                          | Exprimés                    | Exprimés                  | 56 939       | 98,72        | 54 182      | 97,6        |  |
| Source : Ministère de l'Intérieur |                             |                           |              |              |             |             |  |

La suppléante de Maxime Bono était Blandine Hulin, adjointe au maire de Sainte-Marie-de-Ré.

### Élections de 2007
| Candidat                          | Candidat                         | Parti          | Premier tour | Premier tour | Second tour | Second tour |  |
| Candidat                          | Candidat                         | Parti          | Voix         | %            | Voix        | %           |  |
| --------------------------------- | -------------------------------- | -------------- | ------------ | ------------ | ----------- | ----------- |  |
|                                   | Maxime Bono sortant réélu        | PS             | 23 928       | 40,77        | 32 345      | 55,05       |  |
|                                   | Dominique Morvant                | UMP            | 21 099       | 35,95        | 26 409      | 44,95       |  |
|                                   | Élisabeth Delorme-Blaizot        | UDF–MoDem      | 3 479        | 5,93         |             |             |  |
|                                   | Richard Douard                   | Divers droite  | 1 719        | 2,93         |             |             |  |
|                                   | Gaëlle Mangin                    | Les Verts      | 1 658        | 2,83         |             |             |  |
|                                   | Jean-Marc de Lacoste-Lareymondie | FN             | 1 422        | 2,42         |             |             |  |
|                                   | Esther Mémain                    | PCF            | 1 349        | 2,3          |             |             |  |
|                                   | Patrick Vallée                   | LCR            | 1 043        | 1,78         |             |             |  |
|                                   | Serge Lavaud                     | MPF            | 772          | 1,32         |             |             |  |
|                                   | Jean-Noël Debroise               | GÉ             | 743          | 1,27         |             |             |  |
|                                   | Michelle Richard                 | CPNT           | 617          | 1,05         |             |             |  |
|                                   | Claire Melchiori                 | Divers         | 375          | 0,64         |             |             |  |
|                                   | Antoine Colin                    | LO             | 308          | 0,65         |             |             |  |
|                                   | Jacques Dumerc                   | PT             | 174          | 0,3          |             |             |  |
|                                   |                                  |                |              |              |             |             |  |
| Inscrits                          | Inscrits                         | Inscrits       | 96 453       | 100,00       | 96 463      | 100,00      |  |
| Abstentions                       | Abstentions                      | Abstentions    | 37 211       | 38,58        | 34 600      | 35,87       |  |
| Votants                           | Votants                          | Votants        | 59 242       | 61,42        | 61 863      | 64,13       |  |
| Blancs et nuls                    | Blancs et nuls                   | Blancs et nuls | 556          | 0,94         | 3 109       | 5,03        |  |
| Exprimés                          | Exprimés                         | Exprimés       | 58 686       | 99,06        | 58 754      | 94,97       |  |
| Source : Ministère de l'Intérieur |                                  |                |              |              |             |             |  |

La suppléante de Maxime Bono était Blandine Hulin.

### Élections de 2012
| Candidat       | Candidat                               | Parti          | Premier tour | Premier tour | Second tour | Second tour |  |
| Candidat       | Candidat                               | Parti          | Voix         | %            | Voix        | %           |  |
| -------------- | -------------------------------------- | -------------- | ------------ | ------------ | ----------- | ----------- |  |
|                | Ségolène Royal                         | PS             | 19 005       | 32,03        | 22 661      | 37,02       |  |
|                | Olivier Falorni élu                    | diss. PS       | 17 155       | 28,91        | 38 545      | 62,98       |  |
|                | Sally Chadjaa                          | UMP            | 11 554       | 19,47        |             |             |  |
|                | Marie-Françoise de Lacoste-Lareymondie | FN (RBM)       | 4 036        | 6,80         |             |             |  |
|                | Brigitte Desveaux                      | EÉLV           | 2 186        | 3,68         |             |             |  |
|                | Esther Mémain                          | PCF (FG)       | 2 019        | 3,40         |             |             |  |
|                | François Drageon                       | PRV            | 1 117        | 1,88         |             |             |  |
|                | Arnaud Jaulin                          | MoDem (CpF)    | 1 061        | 1,79         |             |             |  |
|                | Michèle Coindeau                       | LT-LNÉ         | 531          | 0,89         |             |             |  |
|                | France Prenat                          | MPF            | 256          | 0,43         |             |             |  |
|                | Antoine Colin                          | LO             | 197          | 0,33         |             |             |  |
|                | Michel Le Creff                        | MRC            | 137          | 0,23         |             |             |  |
|                | Rodolphe Huguet                        | AR             | 62           | 0,10         |             |             |  |
|                | Alain Ignacimouttou                    | Divers gauche  | 18           | 0,03         |             |             |  |
|                |                                        |                |              |              |             |             |  |
| Inscrits       | Inscrits                               | Inscrits       | 98 753       | 100,00       | 98 754      | 100,00      |  |
| Abstentions    | Abstentions                            | Abstentions    | 38 849       | 39,34        | 35 507      | 35,95       |  |
| Votants        | Votants                                | Votants        | 59 904       | 60,66        | 63 247      | 64,05       |  |
| Blancs et nuls | Blancs et nuls                         | Blancs et nuls | 570          | 0,95         | 2 041       | 3,23        |  |
| Exprimés       | Exprimés                               | Exprimés       | 59 334       | 99,05        | 61 206      | 96,77       |  |

La suppléante d'Olivier Falorni était Patricia Friou, assistante sociale à La Rochelle.

### Élections de 2017
|                                                                                      |                                                                    |                           |                           |                          |                          |
|                                                                                      |                                                                    | Premier tour 11 juin 2017 | Premier tour 11 juin 2017 | Second tour 18 juin 2017 | Second tour 18 juin 2017 |
|                                                                                      |                                                                    |                           |                           |                          |                          |
|                                                                                      |                                                                    | Nombre                    | % des inscrits            | Nombre                   | % des inscrits           |
| Inscrits                                                                             | Inscrits                                                           | 103 197                   | 100,00                    | 103 197                  | 100,00                   |
| Abstentions                                                                          | Abstentions                                                        | 50 404                    | 48,84                     | 58 384                   | 56,58                    |
| Votants                                                                              | Votants                                                            | 52 793                    | 51,16                     | 44 813                   | 43,42                    |
|                                                                                      |                                                                    |                           | % des votants             |                          | % des votants            |
| Bulletins blancs                                                                     | Bulletins blancs                                                   | 390                       | 0,74                      | 2 173                    | 4,85                     |
| Bulletins nuls                                                                       | Bulletins nuls                                                     | 173                       | 0,33                      | 962                      | 2,15                     |
| Suffrages exprimés                                                                   | Suffrages exprimés                                                 | 52 230                    | 98,93                     | 41 678                   | 93,00                    |
|                                                                                      |                                                                    |                           |                           |                          |                          |
| Candidat Étiquette politique (partis et alliances)                                   | Candidat Étiquette politique (partis et alliances)                 | Voix                      | % des exprimés            | Voix                     | % des exprimés           |
|                                                                                      |                                                                    |                           |                           |                          |                          |
|                                                                                      | Olivier Falorni (député sortant) Parti radical de gauche           | 19 086                    | 36,54                     | 28 765                   | 69,02                    |
|                                                                                      | Otilia Ferreira Mouvement démocrate (La République en marche)      | 14 095                    | 26,99                     | 12 913                   | 30,98                    |
|                                                                                      | Cédric Ruffié La France insoumise                                  | 5 703                     | 10,92                     |                          |                          |
|                                                                                      | Bruno Leal Les Républicains (Union des démocrates et indépendants) | 5 134                     | 9,83                      |                          |                          |
|                                                                                      | Jean-Marc de Lacoste-Lareymondie Front national                    | 3 671                     | 7,03                      |                          |                          |
|                                                                                      | Jean-Marc Soubeste Europe Écologie Les Verts                       | 2 040                     | 3,91                      |                          |                          |
|                                                                                      | Brahim Jlalji Parti communiste français                            | 712                       | 1,36                      |                          |                          |
|                                                                                      | Hanitra Ratrimo Sans étiquette                                     | 540                       | 1,03                      |                          |                          |
|                                                                                      | Patrick Viot Alliance écologiste indépendante                      | 523                       | 1,00                      |                          |                          |
|                                                                                      | Antoine Colin Lutte ouvrière                                       | 290                       | 0,56                      |                          |                          |
|                                                                                      | Jean-Pierre Ernst Sans étiquette                                   | 221                       | 0,42                      |                          |                          |
|                                                                                      | Waël Gribaa Union populaire républicaine                           | 215                       | 0,41                      |                          |                          |
| Source : Ministère de l'Intérieur - Première circonscription de la Charente-Maritime |                                                                    |                           |                           |                          |                          |

La suppléante d'Olivier Falorni était Patricia Friou, conseillère départementale du canton de La Rochelle-2.

### Élections de 2022
| Résultats des élections législatives des 12 et 19 juin 2022 de la 1re circonscription de Charente-Maritime |                          |                          |                          |              |              |             |             |
| Candidat                                                                                                   | Candidat                 | Parti et coalition       | Nuance                   | Premier tour | Premier tour | Second tour | Second tour |
| Candidat                                                                                                   | Candidat                 | Parti et coalition       | Nuance                   | Voix         | %            | Voix        | %           |
| | Olivier Falorni          | PRG                      | DVG                      | 15 976       | 29,02        | 34 576      | 66,11       |
| | Jean-Marc Soubeste       | EELV (NUPES)             | NUP                      | 12 875       | 23,39        | 17 721      | 33,89       |
| | Martine Madelaine        | LREM (ENS)               | ENS                      | 12 656       | 22,99        |             |             |
| | Emma Chauveau            | RN                       | RN                       | 5 253        | 9,54         |             |             |
| | Marie Nédellec           | SE                       | DVG                      | 4 061        | 7,38         |             |             |
| | Nicolas François         | REC                      | REC                      | 2 114        | 3,84         |             |             |
| | Véronique Richez-Lerouge | MoDem diss.              | DVC                      | 1 009        | 1,83         |             |             |
| | Agnès Chair              | PA                       | ECO                      | 629          | 1,14         |             |             |
| | Antoine Colin            | LO                       | DXG                      | 319          | 0,58         |             |             |
| | Nadine Tanguy            | LMR                      | DVD                      | 128          | 0,23         |             |             |
| | Philippe Père            | SE                       | DIV                      | 32           | 0,06         |             |             |
| Votes valides                                                                                              | Votes valides            | Votes valides            | Votes valides            | 55 052       | 99,04        | 52 297      | 95,88       |
| Votes blancs                                                                                               | Votes blancs             | Votes blancs             | Votes blancs             | 369          | 0,66         | 1 602       | 2,94        |
| Votes nuls                                                                                                 | Votes nuls               | Votes nuls               | Votes nuls               | 167          | 0,30         | 647         | 1,19        |
| Total | Total                    | Total                    | Total                    | 55 588       | 100          | 54 546      | 100         |
| Abstention                                                                                                 | Abstention               | Abstention               | Abstention               | 54 880       | 49,68        | 55 924      | 50,62       |
| Inscrits / participation                                                                                   | Inscrits / participation | Inscrits / participation | Inscrits / participation | 110 468      | 50,32        | 110 470     | 49,38       |

La suppléante d'Olivier Falorni était Sabine Gervais, infirmière puéricultrice en Protection Maternelle Infantile (PMI), de Puilboreau.

### Élections législatives de 2024
Voir Élections législatives de 2024 en Charente-Maritime.
| Résultats des élections législatives des 30 juin et 7 juillet 2024 de la 1re circonscription de Charente-Maritime |                          |                          |                          |              |              |             |             |
| Candidat | Candidat                 | Parti et coalition       | Nuance                   | Premier tour | Premier tour | Second tour | Second tour |
| Candidat | Candidat                 | Parti et coalition       | Nuance                   | Voix         | %            | Voix        | %           |
| | Olivier Falorni,         | SE (ENS)                 | DVG                      | 34 824       | 45,64        | 54 353      | 74,71       |
| | Jean-Marc Soubeste,      | LÉ (NFP)                 | UG                       | 22 618       | 29,64        | Retrait     | Retrait     |
| | Emma Chauveau,           | RN                       | RN                       | 17 278       | 22,65        | 18 396      | 25,29       |
| | Nicolas François         | REC                      | REC                      | 975          | 1,28         |             |             |
| | Antoine Colin            | LO                       | EXG                      | 430          | 0,56         |             |             |
| | Philippe Père            | SE                       | DIV                      | 170          | 0,22         |             |             |
| | Yasmina Samri            | SE                       | DVG                      | 2            | 0,00         |             |             |
| | Françoise Ramel          | UDB (R&PS)               | REG                      | 0            | 0,00         |             |             |
| |                          |                          |                          |              |              |             |             |
| Votes valides | Votes valides            | Votes valides            | Votes valides            | 76 297       | 98,15        | 72 749      | 95,80       |
| Votes blancs | Votes blancs             | Votes blancs             | Votes blancs             | 1 055        | 1,36         | 2 338       | 3,08        |
| Votes nuls | Votes nuls               | Votes nuls               | Votes nuls               | 383          | 0,49         | 855         | 1,13        |
| Total | Total                    | Total                    | Total                    | 77 735       | 100          | 75 942      | 100         |
| Abstention | Abstention               | Abstention               | Abstention               | 34 147       | 30,52        | 35 949      | 32,13       |
| Inscrits / participation                                                                                          | Inscrits / participation | Inscrits / participation | Inscrits / participation | 111 882      | 69,48        | 111 891     | 67,87       |

Yasmina Samri (sans étiquette, Divers gauche) annonce retirer sa candidature, le lundi 17 juin 2024, à cause "de menaces et d'insultes" racistes. Elle appelle à voter pour le Nouveau Front Populaire.
La suppléante d'Olivier Falorni est Sabine Gervais.